# Partie primitive et contenu
En algèbre, le contenu d'un polynôme non nul à coefficients entiers (ou, plus généralement, à coefficients dans un anneau factoriel) est le plus grand commun diviseur de ses coefficients. La partie primitive d'un tel polynôme est le quotient du polynôme par son contenu. Ainsi, un polynôme est le produit de sa partie primitive et de son contenu, et cette factorisation est unique à un multiple près du contenu par une unité de l'anneau des coefficients (et à la multiplication de la partie primitive par l'inverse de cette unité).
Un polynôme est primitif si son contenu est égal à 1. Ainsi, la partie primitive d'un polynôme est un polynôme primitif.
Le lemme de Gauss pour les polynômes affirme que le produit de polynômes primitifs (ayant des coefficients dans le même anneau factoriel) est aussi primitif. Cela implique que le contenu et la partie primitive du produit de deux polynômes sont respectivement le produit des contenus et le produit des parties primitives.
Comme le calcul des plus grands communs diviseurs est généralement beaucoup plus facile que la factorisation des polynômes, la première étape d'un algorithme de factorisation de polynômes est généralement le calcul de la factorisation en partie primitive et contenu. Ensuite, le problème de factorisation se réduit à factoriser séparément le contenu et la partie primitive.
Le contenu et la partie primitive peuvent être généralisés aux polynômes à coefficients rationnels et, plus généralement, aux polynômes à coefficients dans le corps des fractions d'un anneau factoriel. Cela ramène essentiellement les problèmes de factorisation de polynômes sur les entiers et sur les nombres rationnels à des problèmes de calcul de plus grand commun diviseur entre polynômes (en).

## Sur les entiers
Pour un polynôme à coefficients entiers, le contenu est défini soit comme le plus grand commun diviseur des coefficients, soit comme son opposé. Le choix est arbitraire et peut dépendre d'une convention supplémentaire, qui est le plus souvent que le coefficient dominant de la partie primitive soit positif. Par exemple, le contenu de {\displaystyle -12x^{3}+30x-20} peut être soit 2, soit -2, puisque 2 est le plus grand commun diviseur de -12, 30 et -20. Si l'on choisit 2 comme contenu, la partie primitive de ce polynôme est :{\displaystyle -6x^{3}+15x-10={\frac {-12x^{3}+30x-20}{2}},} et donc la factorisation en partie primitive et contenu est :{\displaystyle -12x^{3}+30x-20=2(-6x^{3}+15x-10).} Pour des raisons esthétiques, on préfère souvent choisir un contenu négatif, ici -2, donnant la factorisation en partie primitive et contenu :{\displaystyle -12x^{3}+30x-20=-2(6x^{3}-15x+10).}

## Propriétés
Dans la suite de cet article, nous considérons les polynômes sur un anneau factoriel R, qui peut typiquement être l'anneau des entiers, ou un anneau de polynômes sur un corps. Dans R, les plus grands communs diviseurs sont bien définis (uniques à une unité de R près).
Le contenu c(P) d'un polynôme P à coefficients dans R est le plus grand commun diviseur de ses coefficients (défini à un multiple près d'une unité). La partie primitive pp(P) de P est le quotient P/c(P) de P par son contenu ; c'est un polynôme à coefficients dans R, lui aussi unique à un multiple près par une unité. Si le contenu est modifié par multiplication par une unité u, alors la partie primitive doit être modifiée en la divisant par la même unité, afin de maintenir l'égalité {\textstyle P=c(P)\operatorname {pp} (P),} qui est appelée la factorisation en partie primitive et contenu de P.
Les principales propriétés du contenu et de la partie primitive découlent du lemme de Gauss, qui affirme que le produit de deux polynômes primitifs est primitif (un polynôme est dit primitif si 1 est le plus grand commun diviseur de ses coefficients). Cela implique que  :
- Le contenu du produit de polynômes est le produit de leurs contenus : {\displaystyle c(P_{1}P_{2})=c(P_{1})c(P_{2}).}

- La partie primitive du produit de polynômes est le produit de leurs parties primitives : {\displaystyle \operatorname {pp} (P_{1}P_{2})=\operatorname {pp} (P_{1})\operatorname {pp} (P_{2}).}
- Le contenu d'un plus grand commun diviseur de polynômes est le plus grand commun diviseur (dans R) de leurs contenus : {\displaystyle c(\operatorname {gcd} (P_{1},P_{2}))=\operatorname {gcd} (c(P_{1}),c(P_{2})).}
- La partie primitive d'un plus grand commun diviseur de polynômes est le plus grand commun diviseur (dans R) de leurs parties primitives :{\displaystyle \operatorname {pp} (\operatorname {gcd} (P_{1},P_{2}))=\operatorname {gcd} (\operatorname {pp} (P_{1}),\operatorname {pp} (P_{2})).}
- La factorisation complète d'un polynôme sur R est le produit de la factorisation (dans R) du contenu et de la factorisation (dans l'anneau de polynômes) de la partie primitive.

Cette dernière propriété implique que le calcul de la factorisation en partie primitive et contenu d'un polynôme ramène le calcul de sa factorisation complète à la factorisation séparée du contenu et de la partie primitive. Cela est généralement intéressant, car le calcul de la factorisation en partie primitive et contenu implique seulement le calcul des plus grands communs diviseurs dans R, ce qui est en général beaucoup plus facile que la factorisation complète.

## Sur les rationnels
La factorisation en partie primitive et contenu peut être étendue aux polynômes à coefficients rationnels. Étant donné un polynôme P à coefficients rationnels, en réduisant ses coefficients au même dénominateur d, on peut mettre P sous la forme {\displaystyle P={\frac {Q}{d}},} où Q est un polynôme à coefficients entiers. Le contenu de P est défini comme le quotient par d du contenu de Q : {\displaystyle c(P)={\frac {c(Q)}{d}},} et la partie primitive de P est la partie primitive de Q : {\displaystyle \operatorname {pp} (P)=\operatorname {pp} (Q).} Cette définition ne dépend pas du choix du dénominateur commun et la factorisation en partie primitive et contenu reste la même : {\displaystyle P=c(P)\operatorname {pp} (P).} Ainsi, chaque polynôme sur les rationnels est associé à un polynôme primitif unique sur les entiers, et l'algorithme d'Euclide permet de calculer ce polynôme primitif. La factorisation des polynômes sur les rationnels revient ainsi à la factorisation des polynômes primitifs sur les entiers. Comme les polynômes à coefficients dans un corps sont plus courants que les polynômes à coefficients entiers, il peut sembler que cette équivalence puisse être utilisée pour factoriser des polynômes à coefficients entiers, mais en fait, c'est exactement l'inverse : chaque algorithme efficace connu pour factoriser des polynômes à coefficients rationnels utilise cette équivalence pour réduire le problème modulo un certain nombre premier p (voir Factorisation des polynômes). Cette équivalence est également utilisée pour calculer les plus grands communs diviseurs de polynômes, de façon plus efficace qu'avec l'algorithme d'Euclide, lequel nécessite de calculer la forme réduite de nombreuses fractions.

## Sur un corps de fractions
Les résultats de la section précédente restent valides si l'anneau des entiers et le corps des rationnels sont respectivement remplacés par un anneau factoriel R et son corps des fractions K. Cela est principalement utilisé pour factoriser des polynômes en plusieurs indéterminées et pour prouver qu'un anneau de polynômes sur un anneau factoriel est également un anneau factoriel.

### Propriété d'unique  factorisation
Il suffit, pour démontrer qu'un anneau de polynômes sur un anneau factoriel est également un anneau factoriel, de considérer le cas d'une indéterminée, le cas général s'en déduisant par récurrence sur le nombre d'indéterminées. La propriété de factorisation unique est dans ce cas une conséquence directe du lemme d'Euclide : si un élément irréductible divise un produit, alors il divise l'un des facteurs. Pour les polynômes à une indéterminée sur un corps, cela résulte de l'identité de Bézout, qui elle-même résulte de l'algorithme d'Euclide. Soit  alors R un anneau factoriel qui n'est pas un corps, et R[X] l'anneau de polynômes à une indéterminée sur R. Un élément irréductible r dans R[X] est soit un élément irréductible dans R, soit un polynôme primitif irréductible. Si r est dans R et divise un produit {\displaystyle P_{1}P_{2}} de deux polynômes, alors il divise le contenu {\displaystyle c(P_{1}P_{2})=c(P_{1})c(P_{2}).} Ainsi, par le lemme d'Euclide dans R, il divise l'un des contenus, et donc l'un des polynômes. Si r n'est pas dans R, c'est un polynôme primitif (parce qu'il est irréductible). Alors le lemme d'Euclide dans R[X] résulte immédiatement du lemme d'Euclide dans K[X], où K est le corps de fractions de R.

### Factorisation des polynômes en plusieurs indéterminées
Pour factoriser un polynôme à  plusieurs indéterminées sur un corps ou sur les entiers, on peut le considérer comme un polynôme à une indéterminée à coefficients dans un anneau de polynômes avec une indéterminée en moins. La factorisation est réduite à la factorisation séparée de la partie primitive et du contenu. Comme le contenu a une indéterminée en moins, il peut être factorisé en appliquant la méthode récursivement. Pour factoriser la partie primitive, la méthode standard consiste à substituer des entiers bien choisis aux indéterminées des coefficients de manière à ne pas changer le degré en l'indéterminée restante, puis à factoriser le polynôme à une indéterminée résultant.